# 王绾
王綰（？前3世纪—？前213年），秦始皇時丞相，由御史大夫升任。
秦始皇二十六年（前221年），秦王政統一六國，建立秦朝之時，召集群臣商议帝号。王綰與馮劫、李斯建議秦王政稱「泰皇」，秦王卻改稱皇帝，是為秦始皇帝。
同年，王綰称原楚國、燕國、齊國之地距秦國遙遠，建议分封皇子或宗室子弟守衛。廷尉李斯反對，認為分封制導致東周諸侯混戰，应以郡县制代替。秦始皇從李斯議。
秦始皇二十八年（前219年），秦始皇大巡至琅邪，王离、王绾等臣称颂秦始皇功绩胜于五帝三王，于是立石刻于琅邪以表功。約卒於始皇三十四年（前213年），這一年冯去疾繼任為右丞相，李斯升任左丞相。